# Curtiss-Wright CW-21
El Curtiss-Wright CW-21 (también conocido como Model 21 Demonstrator, CW-21 Interceptor o CW-21 Demon) fue un caza interceptor de fabricación estadounidense, desarrollado por la División de San Luis de la compañía aeronáutica Curtiss-Wright Corporation, durante la década de 1930.

## Diseño y desarrollo
En 1938, George A. Page, jefe de la División de San Luis de Curtiss-Wright, decidió desarrollar un avión de combate basado en el biplaza Model 19. El concepto de Page era conseguir un caza interceptor ligero, con una alta velocidad de ascenso que le permitiera atacar formaciones de bombarderos sin aviso, y desaparecer apenas finalizada su misión. Este concepto estaba en directa contradicción con la doctrina y requisitos de los cazas del USAAC en aquellos momentos (que destacaban por su bajo nivel de rendimiento), pero no fue tomado en cuenta por Page, ya que el aparato estaba pensado para ser destinado a la exportación.
El diseño detallado del nuevo caza, el Model 21, o CW-21, se llevó a cabo por un equipo dirigido por el ingeniero jefe Willis Wells. Era un monoplano monoplaza construido totalmente en metal, de ala baja cantilever con tren de aterrizaje retráctil, donde las unidades principales se retraían hacia atrás en carenados subalares, y rueda de cola fija. El fuselaje era de estructura semi-monocasco que se ahusaba bruscamente por detrás de la cabina del piloto. Estaba propulsado por un motor radial Wright R-1820-G5 de nueve cilindros refrigerado por aire de 750 kW (1000 hp). Fue diseñado para llevar diversas combinaciones de armas, como dos ametralladoras de 7,62 mm o de 12,7mm montadas en el morro y sincronizadas para disparar a través de la hélice. No contaba con ningún tipo de blindaje o protección del depósito de combustible con el fin de ahorrar peso y por lo tanto mejorar las prestaciones.
El prototipo voló por primera vez el 22 de septiembre de 1938, llevando la matrícula experimental civil NX19431. A pesar de que el CW-21 no fue encargado por las fuerzas armadas estadounidenses, el vuelo de pruebas se realizó en la Base Aérea de Wright Field en Dayton, Ohio. El Cuerpo Aéreo del Ejército rechazó inmediatamente la aeronave, comentando un oficial que se necesitaba un genio para hacerlo aterrizar.

## Historia operacional

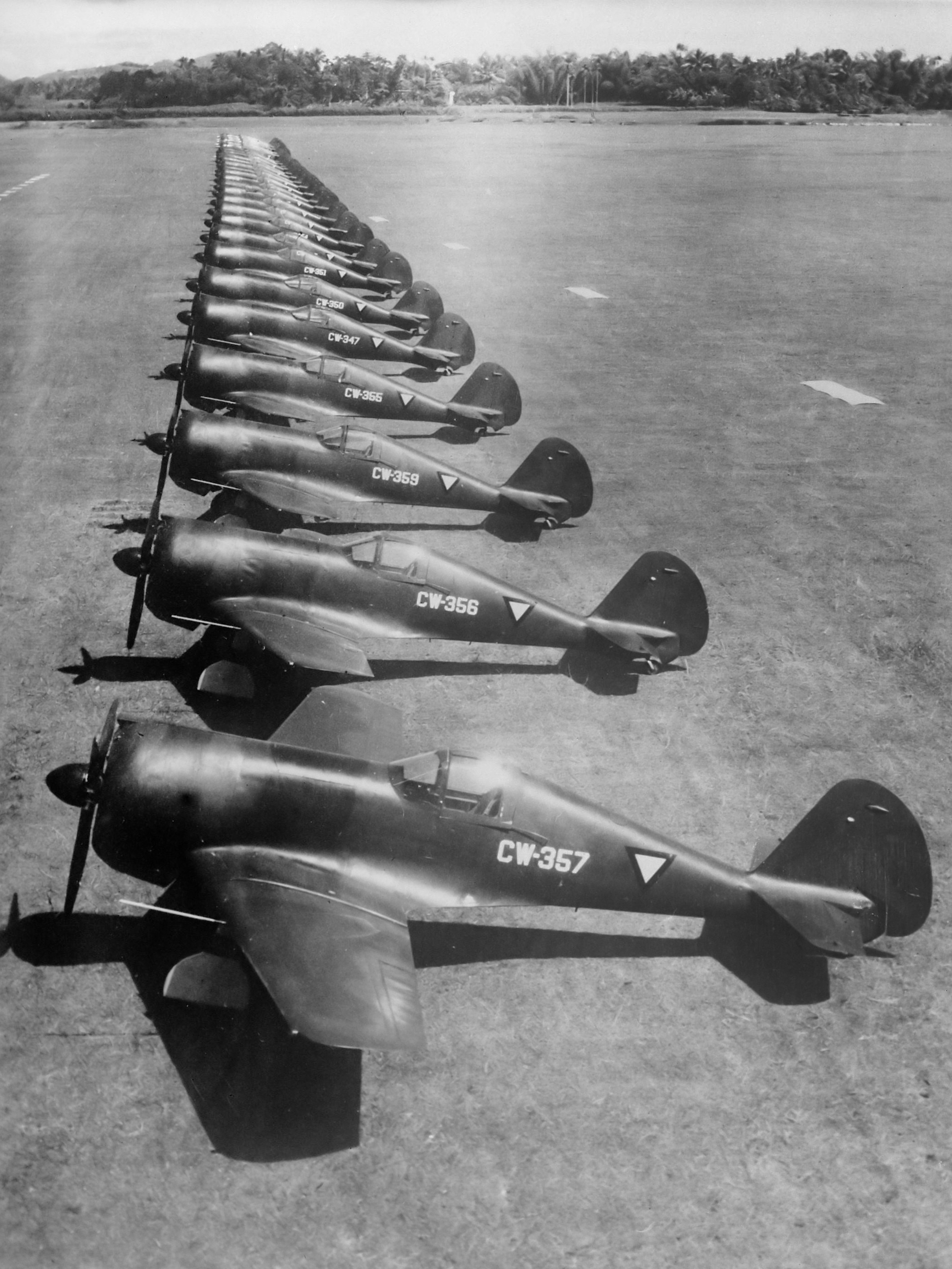
Línea de Curtiss CW-21B neerlandeses en 1941.

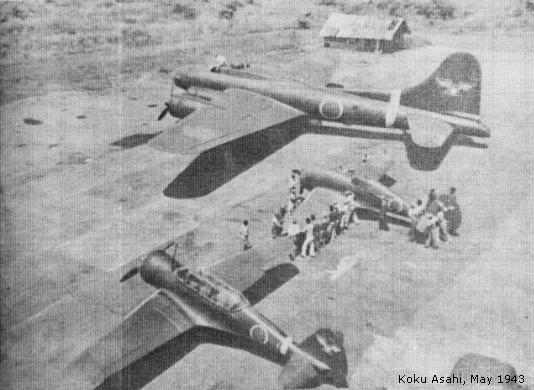
Fotografía en la que se aprecian B-17, CW-21B y CW-22 capturados con marcas japonesas.

El prototipo del CW-21 fue enviado a China para ser evaluado por la Fuerza Aérea. Los chinos quedaron impresionados por las prestaciones y negociaron una compra. Se dio el caso de que cuando se estaba ultimando la venta, dicho aparato fue volado en combate durante una incursión de bombarderos japoneses que atacaban Chongqing, por el piloto de pruebas de Curtiss Bob Fausel, que reclamó el derribo de un bombardero BR.20 el 4 de abril de 1939. En mayo de 1939, se firmó un contrato y China recibió el prototipo y tres ejemplares completos construidos por Curtiss, así como kits para 27 aviones más. El ensamblaje se llevaría a cabo por la Central Aircraft Manufacturing Company (CAMCO) en Loiwing, cerca de la frontera entre China y Birmania, y debían ser armados con dos ametralladoras de 12,7 mm y dos de 7,62 mm.
Los tres aviones fabricados por Curtiss fueron enviados a China en mayo de 1940 y finalmente entregados al Grupo de Voluntarios estadounidense Flying Tigers, que pretendió utilizarlos para alcanzar a un avión de reconocimiento japonés de alta cota. Estos aviones se estrellaron, debido a la mala visibilidad, en un vuelo desde Rangún a Kunming el 23 de diciembre de 1941. No se completó ninguno de los 27 que iban ser montados por CAMCO, ya que la compañía fue forzada por el avance de las fuerzas japonesas a evacuar su fábrica de Loiwing a Bangalore en la India, en 1942.
Mientras tanto, Curtiss había desarrollado una versión mejorada del CW-21, el CW-21B. Las principales diferencias consistían en un nuevo tren de aterrizaje, cuyas unidades principales se retraían hacia dentro, y rueda de cola semi-retráctil, que se había desarrollado para el modelo experimental de entrenador armado Curtiss-Wright CW-23; asimismo los flaps estaban accionados hidráulicamente. Aunque más pesado, el CW-21B era 29 km/h más rápido que el CW-21, aunque con un régimen más reducido de ascenso.
En abril de 1940, la Brigada de Aviación del Ejército holandés (Luchtvaartbrigade), muy necesitada de aviones de combate modernos, hizo un pedido de 24 CW-21B a la Curtiss-Wright. A raíz de la invasión de los Países Bajos, con el resultado de la rendición del Ejército holandés a los invasores alemanes el 15 de mayo de 1940, las entregas de los CW-21B (junto con una serie de cazas Curtiss Model 75 y entrenadores avanzados CW-22), fueron desviadas al Gobierno de las Indias Orientales neerlandesas para la Militaire Luchtvaart Koninklijk Nederlands-Indisch Leger (Aviación militar del Real Ejército de las Indias Orientales Neerlandesas, ML-KNIL).
Los 24 CW-21B se reunieron en el campo de aviación Andir, Bandung, Java, en febrero de 1941, equipando el Vliegtuiggroep IV, Afdeling 2 (Grupo Aéreo IV, 2º Escuadrón, 2-VLG IV). La ligera construcción de los Curtiss-Wright dio lugar a problemas estructurales, y varios aviones se encontraban en tierra con grietas en el tren de aterrizaje, esperando reparación, cuando la guerra con Japón comenzó el 8 de diciembre de 1941.
Con su construcción ligera, motor radial, baja carga alar, la limitada protección del piloto y la falta de depósitos de combustible autosellantes, el CW-21B fue el caza aliado más similar a los cazas japoneses; con un régimen de ascenso superior al Ki-43-I ("Oscar") y al Mitsubishi A6M2 Zero, el CW-21B tenía una potencia de fuego similar a la del "Oscar", pero peor que el Zero armado con cañones. El 2-VLG IV reclamó cuatro victorias aéreas durante la campaña de las Indias Orientales Neerlandesas, pero el ML-KNIL fue superado por la superioridad en número de aviones japoneses; casi la totalidad de sus cazas pronto se perdieron en combate o fueron destruidos en el suelo.

## Variantes
Model 21
Interceptor. Un prototipo construido en 1938 (c/n 21-1, NX19431). Tres ejemplares de producción: NX19441 (c/n 21-2); NX19442 (c/n 21-3) y NX19443 (c/n 21-4). Un total de 27 conjuntos de componentes fueron enviados a China para ser montados por CAMCO. Fácilmente identificable por los carenados al estilo del P-35 del tren de aterrizaje principal.
Model 21A
Interceptor. Diseño propuesto utilizando el motor Allison V-1710. No construido.
Model 21B
Interceptor. 24 construidos para la aviación de las Indias Orientales Neerlandesas (c/n 2853-2872, matrículas NEI CW-344 a CW-363). Era fácilmente identificable por la retracción hacia adentro del tren de aterrizaje principal, que eliminaba la necesidad de los carenados del tren característicos en el Model 21.

## Operadores
República de China (1912-1949)
- Fuerza Aérea de China Nacionalista
- American Volunteer Group

 Indias Orientales Neerlandesas
- Aviación militar del Real Ejército de las Indias Orientales Neerlandesas

## Supervivientes
Tras la caída de las Indias Orientales Neerlandesas, los japoneses se hicieron, al menos, con un CW-21B, que fue usado como avión de enlace en el área del Sudeste Asiático. Existen fotos japonesas mostrándolo en el centro de pruebas de Tachikawa en Singapur. Las fotos muestran un CW-21B que fue capturado en excelentes condiciones, junto con un B-17 Flying Fortress capturado, y otros aviones aliados.

## Especificaciones (CW-21B)
Referencia datos: Curtiss Aircraft 1907–1947

### Características generales
- Tripulación: Uno (piloto)
- Longitud: 8 m (26,3 ft)
- Envergadura: 10,7 m (35 ft)
- Altura: 2,6 m (8,7 ft)
- Superficie alar: 16,2 m² (174,3 ft²)
- Perfil alar: Curtiss CW-19 Special[12]
- Peso vacío: 1534 kg (3380,9 lb)
- Peso máximo al despegue: 2041 kg (4498,4 lb)
- Planta motriz: 1× motor radial de nueve cilindros refrigerado por aire Wright R-1820-G5 Cyclone.
  - Potencia: 850 kW (1172 HP; 1156 CV)

### Rendimiento
- Velocidad nunca excedida (Vne): 505 km/h (314 MPH; 273 kt) a 3700 m (12 200 pies)
- Velocidad crucero (Vc): 454 km/h (282 MPH; 245 kt)
- Alcance: 1010 km (545 nmi; 628 mi)
- Techo de vuelo: 10 455 m (34 301 ft)
- Régimen de ascenso: 22,9 m/s (4508 ft/min) [13]

### Armamento
- Ametralladoras:  (típicamente)[13]

  - 2x Browning M1919 de 7,62 mm fija de tiro frontal
  - 2x Browning M2 de 12,7 mm fija de tiro frontal

## Aeronaves relacionadas

### Desarrollos relacionados
- Curtiss-Wright CW-22

### Aeronaves similares
- Bloch MB.150
- Caudron C.714
- Reggiane Re.2000
- Macchi MC.200
- Mitsubishi A6M Zero
- Nakajima Ki-43
- IAR 80

### Secuencias de designación
- Secuencia CW-_ (interna de Curtiss): ← CW-18 - CW-19 - CW-20 - CW-21 - CW-22 - CW-23 - CW-24 →